# Подкаменная Тунгуска (аэропорт)
Подкаменная Тунгуска — аэропорт в 3 км от места впадения в реку Енисей реки Подкаменная Тунгуска, расположен в центре посёлка Бор Красноярского края.
Построен в 1946 году. Особое значение получил при открытии в 1968 году международной авиатрассы Москва — Токио. В середине 1985 года принимал по 60-65 самолётов в сутки. Во время ухудшения советско-китайских отношений в начале 1970-х в аэропорту базировались истребители; в 1980-х была создана Борская авиаэскадрилья.
Аэродром Подкаменная Тунгуска способен принимать самолёты Ан-24, Ан-26, Ан-32, Ан-74, Як-40  (зимой  Ан-12 и Ил-76) и классом ниже, а также вертолёты всех типов.

## Показатели деятельности
| год        | 2014   | 2015 | 2016   | 2017   |
| пассажиров | 11 667 | 9791 | 10 744 | 10 560 |
| Источники: |        |      |        |        |